# Gabriel Leone
Gabriel Leone Coutinho Miranda Frota (Rio de Janeiro, 21 de julho de 1993), é um ator e músico brasileiro.

## Carreira

### 2009–2014: Início no Teatro, nos Musicais e na TV
Após ter feito uma participação especial no espetáculo Deu Branco - Cenas Improvisadas, no Teatro das Artes, no Shopping da Gávea, no Rio de Janeiro. Gabriel começou sua carreira nos palcos ainda adolescente, aos 16, no colégio, na "Cia Teatral Notre Dame", com a qual montou clássicos, como A Megera Domada, Gota D'Água, Senhora dos Afogados, Caras de Plauto e A Vida é Sonho e juvenis, como Bailei na Curva. Permaneceu na Cia até 2013. Em Seguida, encenou peças infantis como  Branca de Neve e Aladim de Carlos Arthur Thiré. Sua vocação para o canto fez com que fosse convidado para atuar em diversos musicais, como Os Miseráveis, Rapsódia - O Musical, Garotos e Chacrinha, O Musical, no papel de Roberto Carlos, em 2014.
Em 2013, estreou na TV em um episódio da série A Grande Família, na TV Globo.  A seguir, fez Malhação, no papel do vilão Antônio.

### 2015–2020: Reconhecimento
Mas foi em Verdades Secretas que ficou conhecido pelo público no papel de Gui, um jovem rico sustentado pelos pais. O sucesso do personagem o levou para a segunda fase de Velho Chico, em 2016, viveu seu primeiro protagonista no horário nobre, Miguel de Sá Ribeiro, o filho de Tereza, papel de Camila Pitanga. Em 2017, de janeiro até fevereiro, grava no Cabo de Santo Agostinho, o filme Piedade de Cláudio Assis. Em seguida, de fevereiro até setembro, gravou a supersérie Os Dias Eram Assim, vivendo o revolucionário  Gustavo Reis que sai às ruas na luta pela liberdade nas décadas de 70 e 80. Na série, além de atuar, ele é uma das vozes  de abertura, "Aos Nossos Filhos", de Ivan Lins.

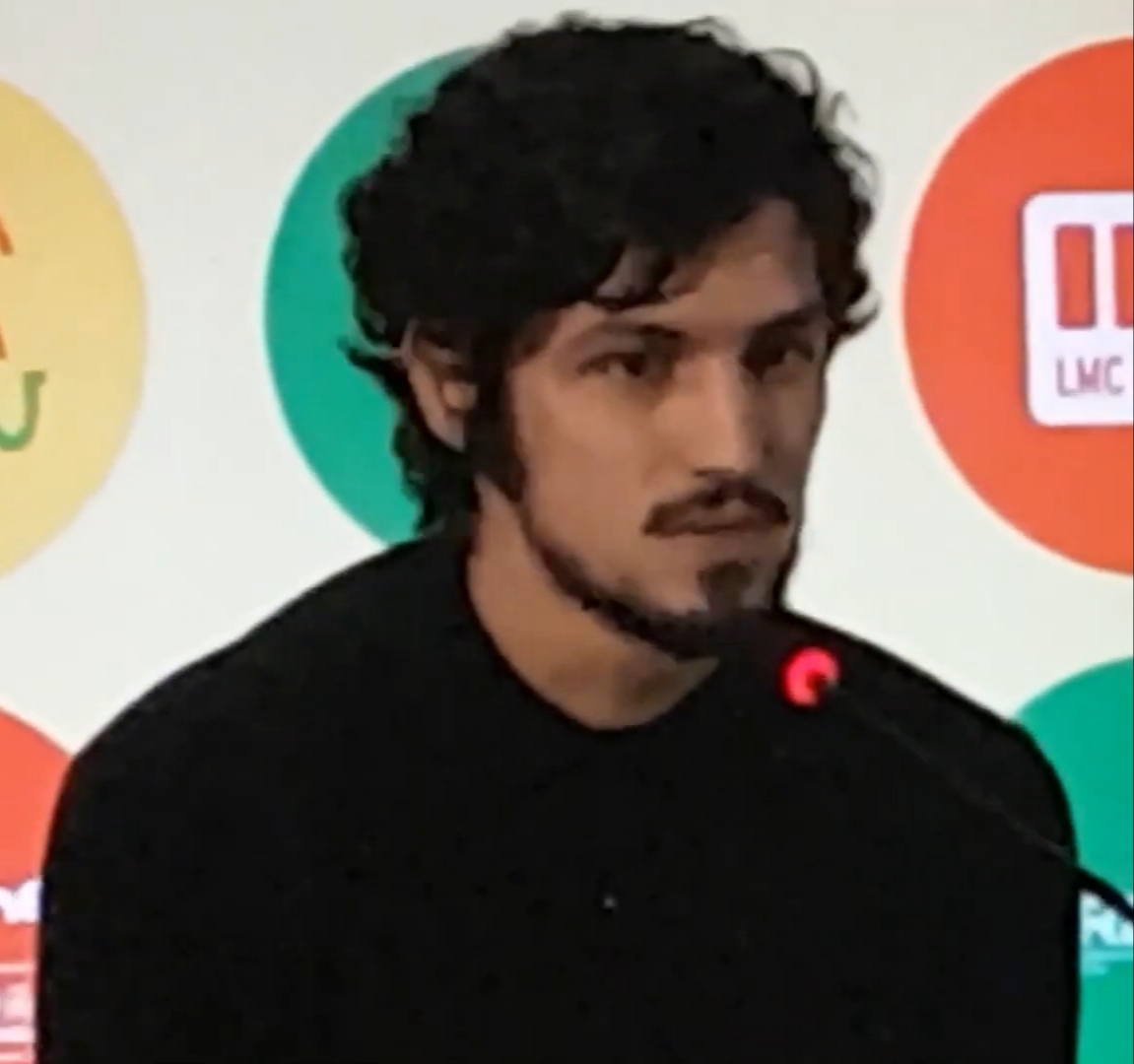
Leone na coletiva de imprensa do longa Minha Fama de Mau em 2019.

De outubro de 2017 até maio de 2018, gravou no sertão paraibano, a supersérie Onde Nascem os Fortes, na qual interpretou seu primeiro mocinho na TV, Hermano, par romântico de Maria, papel de Alice Wegmann. Em julho, gravou em Brasília, o filme Eduardo e Mônica, baseado na  canção de mesmo nome da banda Legião Urbana, no papel do estudante Eduardo, enquanto Alice Braga interpreta Mônica. De agosto até novembro, retorna aos musicais, ficando em cartaz com Natasha, Pierre e o Cometa de 1812, um sucesso da Broadway baseado em um trecho de "Guerra e Paz", de Tolstói.  Em outubro, rodou o filme Meu Álbum de Amores, uma comédia romântica musical de Rafael Gomes, interpretando dois papéis, o dentista Júlio e seu pai, Odilon Ricardo. Em 2019, em março gravou na Itália o filme Duetto do diretor Vicente Amorim. Em maio, grava a sequência, Alemão 2 no papel do policial Ciro, um dos policiais subordinados ao personagem de Vladimir Brichta. Em julho, grava em Itacoatiara, no estado do Amazonas, o longa O Rio do Desejo, interpretando Armando, o irmão caçula dos personagens de Daniel de Oliveira e Rômulo Braga que se apaixonam pela mesma mulher interpretada por Sophie Charlotte. No final do ano, assina com Prime Video para protagonizar a série Dom, trama baseada na vida real do traficante Pedro Dom, que organizava assaltos a edifícios de luxo do Rio de Janeiro e foi morto pela polícia em 2005

### 2021–presente: Carreira Internacional

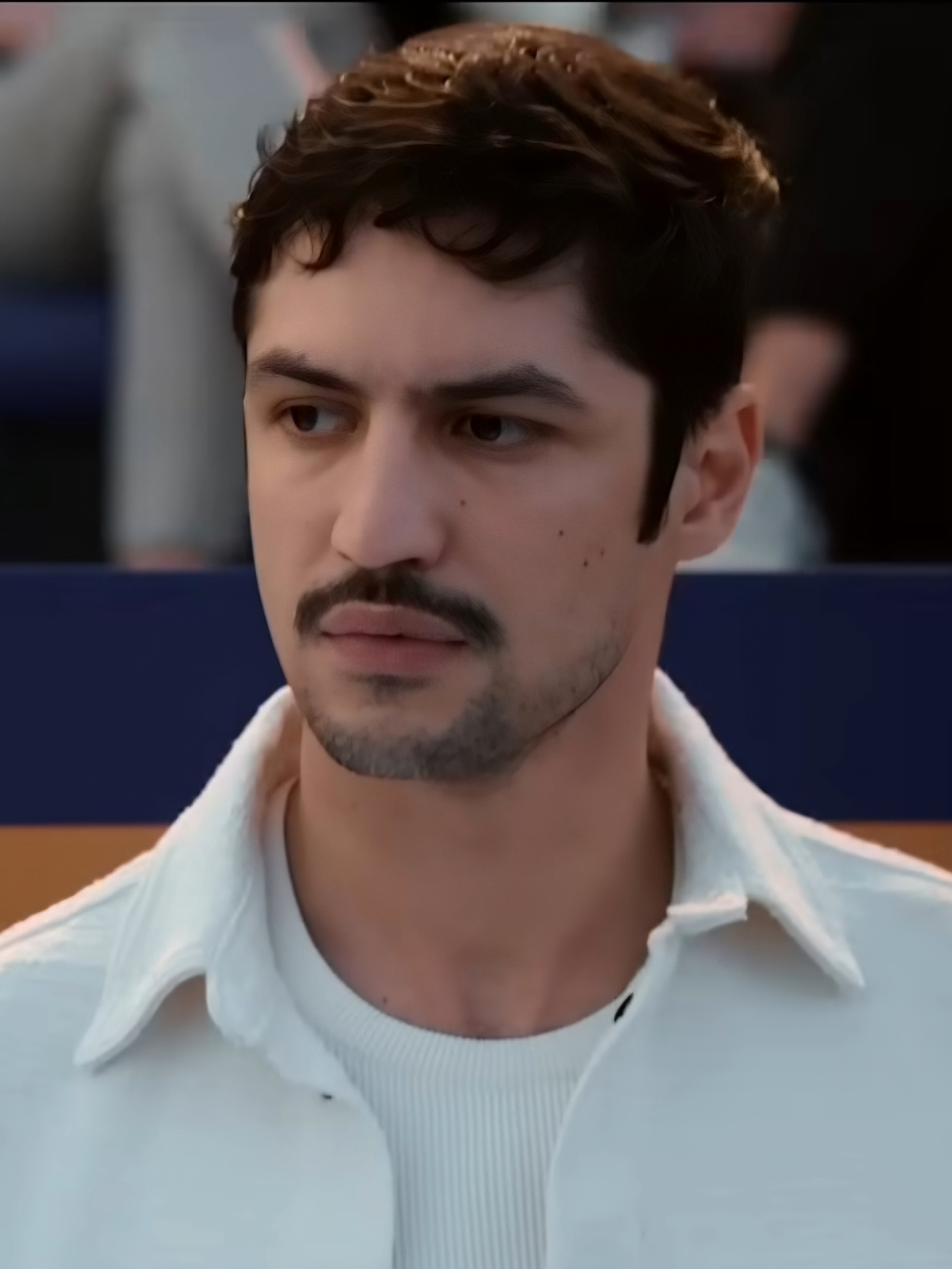
Leone em 2024.

Em 2021, retorna as novelas, na trama Um Lugar ao Sol, seu personagem é Felipe, um jovem criado pela avó, Regina Braga, tenta aproximação com a mãe álcolatra, Denise Fraga, enquanto tenta viver um relacionamento com uma mulher mais velha, papel de Andréa Beltrão. Em seguida, atua como D. Miguel I de Portugal na série Independências, sobre o bicentenário da Independência, do diretor Luiz Fernando Carvalho para a TV Cultura enquanto concilia com as gravações da segunda temporada da série DOM. Em julho de 2022, Leone assinou com a agência americana Creative Artists Agency (CAA) e em agosto viajou para Itália, permanecendo por três meses para rodar seu primeiro filme internacional, Ferrari, de Michael Mann, no papel do aristocrata espanhol, Alfonso de Portago, o ex-piloto que era uma das estrelas da Ferrari atrás do volante, contracenando com Adam Driver e Penélope Cruz. Em novembro, retornou ao Brasil para filmar o longa Barba Ensopada de Sangue, de Aly Muritiba, inspirado no livro homônimo de Daniel Galera. Em 2023, iniciou o ano, de janeiro até março filmando a terceira (e última) temporada de Dom, enquanto a segunda estreia em março focando na vida do protagonista dentro da prisão assumindo uma nova identidade.
Em 21 de março de 2023, a Netflix confirmou que Gabriel Leone vai interpretar o piloto brasileiro Ayrton Senna na minissérie Senna composta de seis episódios. "É uma honra poder interpretar um dos maiores ídolos nacionais, não só do esporte, mas um ícone que inspirou o nosso povo e os amantes de velocidade do mundo todo", disse o ator, em comunicado divulgado à imprensa. "Contar essa história para milhões de pessoas de vários países com a Netflix é uma grande responsabilidade e será, sem dúvida, um dos maiores desafios da minha carreira". Leone gravou a série Senna de junho até dezembro em locações na Argentina, Uruguai, Brasil, e por fim no Reino Unido.
Em 2024: De junho até julho, no Recife, gravou o filme O Agente Secreto com Wagner Moura e direção de Kleber Mendonça Filho. Em 2 de agosto de 2024, Gabriel Leone foi anunciado como integrante do elenco de apoio da segunda temporada de Citadel, série de espionagem do Prime Video tida como uma das mais caras de todos os tempos. Em 2025, grava a série Véspera, da  Max, interpretando os protagonistas, os irmaos gêmeos Caim e Abel que entram em rivalidade após um segredo de família.

## Biografia
Carioca do bairro da Tijuca, Zona Norte do Rio, torcedor do Fluminense. É filho de Luís Miranda Frota e Márcia Helena Coutinho. Foi praticante de judô e polo aquático, sendo federado em polo aquático durante um período, chegando a ganhar um campeonato carioca e algumas medalhas, também chegou a cursar a faculdade de Comunicação Visual e Design, sendo aprovado em três vestibulares diferentes, mas deixou ambos para se dedicar integralmente a atuação.

## Vida pessoal
Entre 2013 e 2014 namorou a atriz Sabrina Kogut. Em fevereiro de 2016, após serem apresentados pelo ator Alejandro Claveaux durante o carnaval, ele e a atriz Carla Salle começaram a se relacionar. O casal assumiu o namoro em outubro de 2016. Gabriel e Carla oficializaram a união em 18 de maio de 2024 em uma cerimônia intimista, no Rio de Janeiro.

## Filmografia

### Televisão
| Ano       | Título                      | Personagem                     | Nota                         |
| --------- | --------------------------- | ------------------------------ | ---------------------------- |
| 2013      | A Grande Família            | Haroldinho                     | Episódio: "Bebel e Sua Moto" |
| 2013–2014 | Malhação Casa Cheia         | Antônio Rocha                  |                              |
| 2014      | Santo Forte                 | Marco Antônio                  | Episódio: "6 de novembro"    |
| 2015      | Verdades Secretas           | Guilherme Lovatelli (Gui)      |                              |
| 2016      | Velho Chico                 | Miguel de Sá Ribeiro           |                              |
| 2017      | Os Dias Eram Assim          | Gustavo Reis                   |                              |
| 2018      | Carcereiros                 | Wellington Sacramento          | Episódio: "Ratos & Homens"   |
| 2018      | Onde Nascem os Fortes       | Hermano Gouveia                |                              |
| 2019      | Tá no Ar: a TV na TV        | Prisioneiro                    | Episódio: "19 de fevereiro"  |
| 2020      | Milton e o Clube da Esquina | Apresentador                   |                              |
| 2021–2024 | Dom                         | Pedro Machado Lomba Neto (Dom) |                              |
| 2021      | Verdades Secretas II        | Guilherme Lovatelli (Gui)      | Episódio: "1"                |
| 2021–2022 | Um Lugar ao Sol             | Felipe Soares                  |                              |
| 2022      | Independências              | D. Miguel I de Portugal        |                              |
| 2024      | Senna                       | Ayrton Senna                   |                              |
| 2026      | Citadel                     | [ 30 ]                         |                              |
| 2026      | Véspera                     | Caim                           |                              |
| 2026      | Véspera                     | Abel                           |                              |

### Cinema
| Ano  | Título                                | Personagem         | Nota           |
| ---- | ------------------------------------- | ------------------ | -------------- |
| 2015 | Garoto                                | Garoto             |                |
| 2019 | Minha Fama de Mau                     | Roberto Carlos     |                |
| 2021 | Mise en Scène: a Artesania do Artista | Ele mesmo          | Documentário   |
| 2021 | Piedade                               | Marlon Brando      |                |
| 2022 | Eduardo e Mônica                      | Eduardo Sousa      |                |
| 2022 | Alemão 2                              | Ciro               |                |
| 2022 | Além da Lenda: O Filme                | Lucas (voz)        | Voz original   |
| 2022 | Meu Álbum de Amores                   | Júlio Tavares      |                |
| 2022 | Meu Álbum de Amores                   | Odilon Ricardo     |                |
| 2022 | Duetto                                | Carlo              |                |
| 2023 | O Rio do Desejo                       | Armando            |                |
| 2023 | Ferrari                               | Alfonso de Portago |                |
| 2024 | Robô Selvagem                         | Bico-Vivo          | Dublagem       |
| 2025 | Barba Ensopada de Sangue              | Gabriel            |                |
| 2025 | Deba                                  | Ulisses            | Curta-metragem |
| 2025 | O Agente Secreto                      | [ 29 ]             |                |

### Vídeos musicais
| Ano  | Canção      | Artista    | Nota                          |
| ---- | ----------- | ---------- | ----------------------------- |
| 2020 | "Pedalada"  | Duda Brack |                               |
| 2020 | "Toma Essa" | Duda Brack | Também colaborador no roteiro |
| 2022 | "Man"       | Duda Brack |                               |

### Internet
| Ano  | Título          | Personagem           | Nota                           |
| ---- | --------------- | -------------------- | ------------------------------ |
| 2020 | Que Dia é Hoje? | Aspirante a escritor | Episódio: "A Visita do Fiscal" |
| 2021 | Oculto          | Michel               |                                |
| 2021 | [Re]Discover    | Apresentador         |                                |

## Teatro
| Ano  | Título                                    | Personagem         |
| ---- | ----------------------------------------- | ------------------ |
| 2009 | Deu Branco - Cenas Improvisadas           |                    |
| 2009 | A Megera Domada                           |                    |
| 2010 | Gota d'Água                               |                    |
| 2011 | Senhora dos Afogados                      |                    |
| 2012 | Caras de Plauto                           |                    |
| 2012 | Bailei na Curva                           |                    |
| 2012 | Aladin                                    | Aladin             |
| 2013 | A Vida é Sonho                            |                    |
| 2013 | Branca de Neve ao Som dos Beatles         | Príncipe Encantado |
| 2013 | Os Miseráveis                             | Tenor              |
| 2013 | Rapsódia – O Musical                      | Patrio             |
| 2014 | Garotos                                   | Garoto             |
| 2014 | Chacrinha, O Musical                      | Roberto Carlos     |
| 2016 | Wicked                                    | Fiyero             |
| 2018 | Natasha, Pierre e o Grande Cometa de 1812 | Anatole Kuragin    |
| 2021 | Bichos Dançantes                          | Paixão (voz)       |

## Discografia

### Singles
| Ano  | Título                                                  | Álbum               |
| ---- | ------------------------------------------------------- | ------------------- |
| 2020 | "Teresa da Praia" (Billynho Blanco feat. Gabriel Leone) | Deixa o Tempo Falar |

### Trilha sonora
| Ano  | Título                        | Outro(s) artista(s)                                                  | Álbum                  |
| ---- | ----------------------------- | -------------------------------------------------------------------- | ---------------------- |
| 2017 | "Aos Nossos Filhos"           | Sophie Charlotte, Daniel de Oliveira, Renato Góes e Maria Casadevall | Os Dias Eram Assim     |
| 2019 | "Parei na Contra Mão"         | —                                                                    | Minha Fama de Mau      |
| 2019 | "É Proibido Fumar"            | —                                                                    | Minha Fama de Mau      |
| 2019 | "Suzie"                       | —                                                                    | Minha Fama de Mau      |
| 2019 | "O Calhambeque"               | —                                                                    | Minha Fama de Mau      |
| 2019 | "Amigo"                       | —                                                                    | Minha Fama de Mau      |
| 2019 | "João e Maria"                | —                                                                    | Minha Fama de Mau      |
| 2022 | "Nova História"               | Hugo Bonemer                                                         | Além da Lenda: O Filme |
| 2022 | "O Amor da Minha Vida"        | —                                                                    | Meu Álbum de Amores    |
| 2022 | "O Sofrimento Ensina"         | —                                                                    | Meu Álbum de Amores    |
| 2022 | "Museu das Relações Perdidas" | —                                                                    | Meu Álbum de Amores    |
| 2022 | "Perdido na Vida"             | —                                                                    | Meu Álbum de Amores    |
| 2022 | "Escutar a Sua Voz"           | Laila Garin                                                          | Meu Álbum de Amores    |

## Prêmios e indicações
| Ano  | Premiação                                | Categoria                               | Indicação                                 | Resultado |
| ---- | ---------------------------------------- | --------------------------------------- | ----------------------------------------- | --------- |
| 2010 | VIII Festival de Teatro Notre Dame       | Melhor Ator Adulto                      | Gota d'Água                               | Venceu    |
| 2011 | IX Festival de Teatro Notre Dame         | Melhor Ator Infantil                    | Senhora dos Afogados                      | Venceu    |
| 2014 | Prêmio Contigo! de TV                    | Revelação da TV                         | Malhação Casa Cheia                       | Indicado  |
| 2015 | Melhores do Ano                          | Melhor Ator Revelação                   | Verdades Secretas                         | Indicado  |
| 2015 | Melhores do Ano NaTelinha                | Ator ou Atriz Revelação                 | Verdades Secretas                         | Indicado  |
| 2016 | Capricho Awards                          | Colírio - Nacional                      | Gabriel Leone                             | Indicado  |
| 2016 | Capricho Awards                          | Melhor Ator Nacional                    | Velho Chico                               | Indicado  |
| 2016 | Prêmio Jovem Brasileiro                  | Melhor Ator (voto popular)              | Velho Chico                               | Indicado  |
| 2016 | Prêmio Jovem Brasileiro                  | Melhor Ator (voto do júri)              | Velho Chico                               | Venceu    |
| 2016 | Melhores do Ano                          | Melhor Ator Coadjuvante                 | Velho Chico                               | Venceu    |
| 2017 | Prêmio Jovem Brasileiro                  | Melhor Ator                             | Os Dias Eram Assim                        | Indicado  |
| 2017 | Prêmio Contigo! Online                   | Melhor Ator de Série ou Minissérie      | Os Dias Eram Assim                        | Indicado  |
| 2017 | Prêmio Extra de Televisão                | Melhor Ator Coadjuvante                 | Os Dias Eram Assim                        | Indicado  |
| 2017 | Prêmio Extra de Televisão                | Tema de Novela                          | "Aos Nossos Filhos"                       | Indicado  |
| 2018 | Prêmio Jovem Brasileiro                  | Melhor Ator                             | Onde Nascem os Fortes                     | Indicado  |
| 2018 | Prêmio Reverência de Teatro Musical      | Melhor Ator                             | Natasha, Pierre e o Grande Cometa de 1812 | Indicado  |
| 2018 | Prêmio Reverência de Teatro Musical      | Melhor Ensemble                         | Natasha, Pierre e o Grande Cometa de 1812 | Indicado  |
| 2018 | Broadway World Brazil Awards             | Melhor Ator (Musical)                   | Natasha, Pierre e o Grande Cometa de 1812 | Indicado  |
| 2018 | Broadway World Brazil Awards             | Melhor Elenco (Musical)                 | Natasha, Pierre e o Grande Cometa de 1812 | Venceu    |
| 2018 | Prêmio Shell de Teatro                   | Melhor Ator                             | Natasha, Pierre e o Grande Cometa de 1812 | Indicado  |
| 2019 | Prêmio Bibi Ferreira                     | Melhor Ator em Musicais                 | Natasha, Pierre e o Grande Cometa de 1812 | Indicado  |
| 2020 | Grande Prêmio do Cinema Brasileiro       | Melhor Ator                             | Minha Fama de Mau                         | Indicado  |
| 2021 | Prêmio F5                                | Melhor Ator de Série                    | Dom                                       | Indicado  |
| 2021 | Prêmio Notícias da TV                    | Ator ou Atriz de Série                  | Dom                                       | Indicado  |
| 2021 | Melhores do Ano NaTelinha                | Melhor Ator                             | Dom                                       | Indicado  |
| 2021 | Prêmio Contigo! Online                   | Melhor Ator de Série                    | Dom                                       | Indicado  |
| 2021 | Prêmio APCA de Televisão                 | Melhor Ator                             | Dom                                       | Indicado  |
| 2022 | Prêmio Platino                           | Melhor Interpretação Masculina em Série | Dom                                       | Indicado  |
| 2022 | SEC Awards                               | Melhor Ator em Série Nacional           | Dom                                       | Venceu    |
| 2022 | SEC Awards                               | Melhor Ator Nacional em Filme           | Eduardo e Mônica                          | Indicado  |
| 2022 | CCXP Awards                              | Melhor Ator Filme (Brasil)              | Eduardo e Mônica                          | Indicado  |
| 2022 | CCXP Awards                              | Melhor Ator Série (Brasil)              | Dom                                       | Indicado  |
| 2023 | Prêmio APCA de Cinema                    | Melhor Ator de Cinema                   | Eduardo e Mônica                          | Venceu    |
| 2023 | Festival Sesc Melhores Filmes            | Melhor Ator Nacional                    | Eduardo e Mônica                          | Indicado  |
| 2023 | Festival Sesc Melhores Filmes            | Melhor Ator Nacional                    | Meu Álbum de Amores                       | Indicado  |
| 2023 | Grande Prêmio do Cinema Brasileiro       | Melhor Ator                             | Eduardo e Mônica                          | Indicado  |
| 2023 | SEC Awards                               | Melhor Ator em Série Nacional           | Dom                                       | Indicado  |
| 2024 | Prêmio Platino                           | Melhor Ator Coadjuvante de Filme        | O Rio do Desejo                           | Indicado  |
| 2024 | Festival Sesc Melhores Filmes            | Melhor Ator Nacional                    | O Rio do Desejo                           | Indicado  |
| 2024 | Prêmio Grande Otelo                      | Melhor Ator Coadjuvante de Filme        | O Rio do Desejo                           | Indicado  |
| 2024 | Prêmio Grande Otelo                      | Melhor Ator de Série                    | Dom                                       | Indicado  |
| 2024 | Prêmio F5                                | Melhor Atuação em Série ou Minissérie   | Senna                                     | Indicado  |
| 2024 | Prêmio APCA de Televisão                 | Melhor Ator                             | Senna                                     | Indicado  |
| 2025 | Prêmio Platino de Cinema Ibero-Americano | Melhor Ator de Série                    | Senna                                     | Indicado  |
| 2025 | Prêmio Faz Diferença - O Globo           | TV e Séries                             | Senna                                     | Pendente  |
| 2025 | Prêmio Grande Otelo do Cinema Brasileiro | Melhor Ator de Série                    | Senna                                     | Pendente  |
| 2025 | Prêmio Grande Otelo do Cinema Brasileiro | Melhor Ator de Série                    | Dom                                       | Pendente  |

### Outras honras
- Em 2017, eleito na lista "Under 30", os jovens de destaques do Brasil, da revista Forbes na categoria Cinema, Televisão & Teatro.[96]